# 克林茨威爾 (亞利桑那州)
克林茨威爾（英語：Clints Well）是位於美國亞利桑那州可可尼諾縣的一個非建制地區。該地的面積和人口皆未知。

## 地理
克林茨威爾的座標為34°33′16″N 111°18′47″W / 34.55444°N 111.31306°W，而該地的平均海拔高度為2089米（即6854英尺）。